# Чортківська дяківсько-катехична академія імені священномученика Григорія Хомишина
Чортківська дяківсько-катехична академія імені священномученика Григорія Хомишина — релігійний навчальний заклад у місті Чорткові Тернопільської області, Україна.

## Історія

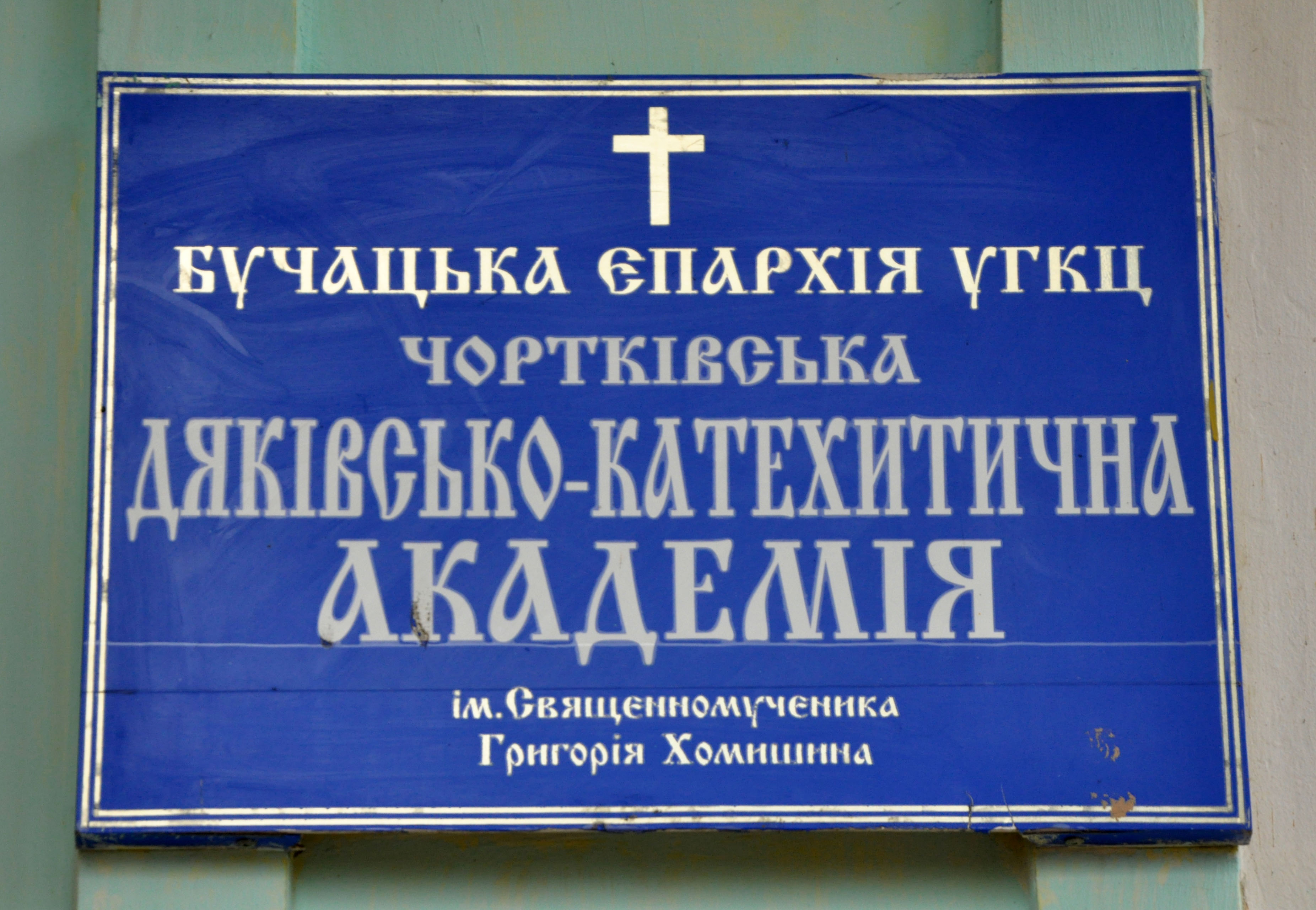
Вивіска

Заснована 25 лютого 1992 року в м. Чорткові як дяківсько-регентська школа, від 1998 — Вище дяківсько-катехитичне училище ім. Г. Хомишина, від 2002 — академія.
Навчання — 3 роки. Навчаються понад 70 студентів (юнаки та дівчата незалежно від конфесії), яких навчають 26 викладачів. 
Заклад дає базову богословську та релігійну музичну освіту. Готує фахівців за спеціальностями дяк-реґент і катехит.

## Викладачі
Ректори
- Володимир Терещук (1992—2005[1]),
- отець-митрат Тарас Сеньків (2005[2]—2008),
- о. Дмитро Подоба (2008—2017),
- о. д-р Микола Слободян (2017—2018),
- о. Володимир Білінчук (від 2018).

## Катедри
Функціонують кафедри:
- богословська,
- психологічно-педагогічна,
- музично-теоретична,
- історично-філософських дисциплін,
- церковного співу,
- хорового диригування,
- вокалу,
- методики викладання християнської етики і катехитичної практики.

## Випускники
- Іван (Січкарик) — український релігійний діяч, священник УГКЦ, перший доктор біблійного богослов'я з України